# Lista de encíclicas do Papa Pio XI
Esta é uma lista das encíclicas do Papa Pio XII. Pio XII promulgou 41 encíclicas papais, durante seu reinado como Papa por mais de 19 anos, desde sua eleição em 2 de março de 1939 até sua morte em 9 de outubro de 1958. As 41 encíclicas de Pio XII superam as 32 encíclicas escritas por todos os seus sucessores (João XXIII, Paulo VI, João Paulo I, João Paulo II e Bento XVI) durante os cinquenta anos que se seguiram (1958-2008).

## As encíclicas de Pio XII
| No. | Título                        | Título                              | Assunto                                                                                             | Data                   | Texto           |
| No. | Latim                         | Tradução para o português           | Assunto                                                                                             | Data                   | Texto           |
| --- | ----------------------------- | ----------------------------------- | --------------------------------------------------------------------------------------------------- | ---------------------- | --------------- |
| 1.  | Summi Pontificatus            |                                     | Sobre o Ofício do Pontificado (ou, Sobre a Unidade da Sociedade Humana)                             | 20 de Outubro de 1939  | (Português)     |
| 2.  | Sertum laetitiae              |                                     | Sobre o 150° Aniversário da Constituição da Hierarquia Eclesiástica nos Estados Unidos da América   | 1 de Novembro de 1939  | (Português)     |
| 3.  | Saeculo exeunte               |                                     | Sobre o Oitavo Século da Independência de Portugal                                                  | 13 de Junho de 1940    | (Português)     |
| 4.  | Mystici corporis Christi      | "Sobre o Corpo Místico de Cristo"   | Sobre o Corpo Místico de Cristo e a Igreja                                                          | 29 de Junho de 1943    | (Português)     |
| 5.  | Divino afflante Spiritu       | "Inspirados pelo Espírito Santo"    | Sobre Sagradas Escrituras                                                                           | 30 de Setembro de 1943 | (Português)     |
| 6.  | Orientalis Ecclesiae          | "A Igreja Oriental"                 | Sobre São Cirilo, Patriarca de Alexandria                                                           | 9 de Abril de 1944     | (Português)     |
| 7.  | Communium interpretes dolorum | "Interpretadores da dor universal"  | Sobre o Fim da Segunda Guerra Mundial                                                               | 15 de Abril de 1945    | (Português)     |
| 8.  | Orientales omnes Ecclesias    | "Todas as Igrejas Orientais"        | Sobre o 350º Aniversário da Reunião da Igreja Greco-Ucraniana a Roma                                | 23 de Dezembro de 1945 | (Inglês)(Latim) |
| 9.  | Quemadmodum                   |                                     | Sobre a Assistência às Crianças Indigentes                                                          | 6 de Janeiro de 1946   | (Português)     |
| 10. | Deiparae Virginis Mariae      |                                     | Proposta de Definição do Dogma da Assunção da Bem-Aventurada Virgem Maria                           | 1 de Maio de 1946      | (Português)     |
| 11. | Fulgens radiatur              | "A Luz Radiante"                    | Sobre o XIV Centenário da Morte de São Bento, Patriarca dos Monges do Ocidente                      | 21 de Março de 1947    | (Português)     |
| 12. | Mediator Dei                  | "Mediador de Deus"                  | Sobre a Sagrada Liturgia                                                                            | 20 de Novembro de 1947 | (Português)     |
| 13. | Optatissima pax               |                                     | Orações Públicas para a Pacificação dos Povos                                                       | 18 de Dezembro de 1947 | (Português)     |
| 14. | Auspicia quaedam              |                                     | Orações no Mês de Maio para a Concórdia entre as Nações                                             | 1 de Maio de 1948      | (Português)     |
| 15. | In multiplicibus curis        | "Entre as multiplicas preocupações" | Pede-se novamente Orações Públicas para a Pacificação da Palestina                                  | 24 de outubro de 1948  | (Português)     |
| 16. | Redemptoris nostri cruciatus  | "A Paixão de Nosso Redentor"        | Sobre os Locais Sagrados na Palestina                                                               | 15 de Abril de 1949    | (Inglês)        |
| 17. | Anni sacri                    | "Ano Santo"                         | Sobre um programa para combater a propaganda ateísta em todo o mundo                                | 12 de Março de 1950    | (Português)     |
| 18. | Summi maeroris                | "Com a mais profunda dor"           | Sobre Orações Públicas para a Paz                                                                   | 19 de Julho de 1950    | (Português)     |
| 19. | Humani generis                | "Do gênero humano"                  | Sobre Opiniões Falsas que Ameaçam a Doutrina Católica                                               | 12 de Agosto de 1950   | (Português)     |
| 20. | Mirabile illud                |                                     | Nova Cruzada de Orações Públicas para a Pacificação dos Povos                                       | 6 de Dezembro de 1950  | (Português)     |
| 21. | Evangelii praecones           |                                     | Sobre a Promoção das Missões Católicas                                                              | 2 de Junho de 1951     | (Português)     |
| 22. | Sempiternus Rex Christus      | "Cristo, Rei Eterno"                | Sobre o Concílio de Calcedónia                                                                      | 8 de Setembro de 1951  | (Português)     |
| 23. | Ingruentium malorum           |                                     | Sobre a Recitação do Rosário especialmente no Mês de Outubro                                        | 15 de Setembro de 1951 | (Português)     |
| 24. | Orientales Ecclesias          | "As Igrejas Orientais"              | Sobre as Igrejas Orientais Perseguidas e descrevendo a desesperada situação dos fiéis na Bulgária   | 15 de Dezembro de 1952 | (Português)     |
| 25. | Doctor Mellifluus             | "Doutor Melífluo"                   | Sobre São Bernardo de Claraval, o Último dos Padres da Igreja                                       | 24 de Maio de 1953     | (Português)     |
| 26. | Fulgens corona                | "A Coroa Radiante"                  | Proclamando um Ano Mariano para Comemorar o Centenário da Definição do Dogma da Imaculada Conceição | 8 de Setembro de 1953  | (Português)     |
| 27. | Sacra virginitas              | "Sagrada Virgindade"                | Sobre a Virgindade Consagrada                                                                       | 25 de Março de 1954    | (Português)     |
| 28. | Ecclesiae fastos              | "História da Igreja"                | Sobre São Bonifácio                                                                                 | 5 de Junho de 1954     | (Português)     |
| 29. | Ad Sinarum gentem             | "Ao Povo Chinês"                    | Sobre o Supranacionalismo da Igreja                                                                 | 7 de Outubro 1954      | (Inglês)        |
| 30. | Ad Caeli Reginam              | "A Rainha do Céu"                   | Sobre a Proclamação da Realeza de Maria                                                             | 11 de outubro 1954     | (Português)     |
| 31. | Musicae sacrae                | "Da Sagrada Música"                 | Sobre a Música Sacra                                                                                | 25 de Dezembro de 1955 | (Português)     |
| 32. | Haurietis aquas               |                                     | Sobre a Devoção ao Sagrado Coração                                                                  | 15 de Maio de 1956     | (Português)     |
| 33. | Luctuosissimi eventus         | "Dolorosos eventos"                 | Urge por Orações Públicas pela Paz e Liberdade do Povo da Hungria                                   | 28 de Outubro 1956     | (Inglês)        |
| 34. | Laetamur admodum              |                                     | Renovação das exortações por Orações pela Paz na Polônia, Hungria, e o Oriente Médio                | 1 de Novembro de 1956  | (Inglês)        |
| 35. | Datis nuperrime               | "Na recente Encíclica"              | Lamentando os Dolorosos Eventos na Hungria, e Condenando o Cruel Uso de Força                       | 5 de Novembro de 1956  | (Inglês)        |
| 36. | Fidei donum                   | "O Dom da Fé"                       | Sobre a Presente Condição das Missões Católicas, especialmente na África                            | 21 de Abril de 1957    | (Português)     |
| 37. | Invicti athletae              | "Do Invicto Atleta"                 | Sobre Santo André Bobola                                                                            | 16 de Maio de 1957     | (Inglês)        |
| 38. | Le pèlerinage de Lourdes      | "Da peregrinação a Lourdes"         | Aviso Contra o Materialismo no Centenário das Aparições de Lourdes                                  | 2 de Julho de 1957     | (Português)     |
| 39. | Miranda prorsus               |                                     | Sobre os Meios de Comunicação: Filmes, Rádio e Televisão                                            | 8 de Setembro de 1957  | (Português)     |
| 40. | Ad Apostolorum principis      | "Junto do Príncipe dos Apóstolos"   | Sobre o Comunismo e a Igreja na China                                                               | 29 de Junho de 1958    | (Português)     |
| 41. | Meminisse iuvat               | "É oportuno lembrar"                | Sobre Orações pela Igreja Perseguida                                                                | 14 de Julho 1958       | (Português)     |

## Contexto
Uma encíclica (do latim encyclia, do grego "en kyklo, ἐν κύκλῳ ", que significa "geral" ou "cercando") era uma carta circular enviada a todas as igrejas de uma determinada área na Igreja Cristã Antiga. Para a Igreja Católica Romana moderna, uma encíclica papal, no sentido mais estrito, é uma carta enviada pelo papa que é explicitamente endereçada aos bispos católicos romanos de uma determinada área ou do mundo, geralmente tratando de algum aspecto da doutrina católica. Uma Encíclica Papal é geralmente usada para questões significativas, e é a segunda em grau de importância, ficam atrás apenas do documento mais importante emitido por um Papa atualmente, uma Constituição Apostólica.
O título de uma encíclica papal é geralmente tirado de suas primeiras palavras.

## Visões do Papa Pio XII
O Papa Pio XII sustentou que as encíclicas papais, mesmo quando não sendo ex cathedra, podem, no entanto, ter autoridade suficiente para encerrar o debate teológico sobre uma questão específica. Ele escreveu em Humani generis :

20. Nem se deve crer que os ensinamentos das encíclicas não exijam, por si, assentimento, sob alegação de que os sumos pontífices não exercem nelas o supremo poder de seu magistério. Entretanto, tais ensinamentos provêm do magistério ordinário, para o qual valem também aquelas palavras: "Quem vos ouve a mim ouve" (Lc 10, 16); e, na maioria das vezes, o que é proposto e inculcado nas encíclicas, já por outras razões pertence ao patrimônio da doutrina católica. E, se os romanos pontífices em suas constituições pronunciam de caso pensado uma sentença em matéria controvertida, é evidente que, segundo a intenção e vontade dos mesmos pontífices, essa questão já não pode ser tida como objeto de livre discussão entre os teólogos.

## O uso das encíclicas de Pio XII
As encíclicas indicam alta prioridade do Papa para uma questão em um determinado momento. Somente os pontífices definem quando e em que circunstâncias as encíclicas devem ser publicadas. Eles podem optar por emitir uma constituição apostólica, bula, encíclica, carta apostólica ou fazer um discurso papal. Sobre a questão do controle de natalidade e contracepção, por exemplo, o Papa Pio XI emitiu a encíclica Casti connubii, enquanto o Papa Pio XII optou por falar diretamente às parteiras e à classe médica quando esclareceu sua posição sobre o assunto.  Em questões de guerra e paz, o Papa Pio XII emitiu dez encíclicas, a maioria delas depois de 1945, três delas (Datis nuperrime, Sertum laetitiae e Luctuosissimi eventus) protestando contra a invasão soviética e repressão da revolução húngara em 1956. Em questões sociais, o Papa Leão XIII promulgou a Rerum novarum, seguida pela Quadragesimo anno de Pio XI e Centesimus annus por João Paulo II. Pio XII falou sobre o mesmo tema a um consistório de cardeais em suas mensagens de Natal e a numerosas associações acadêmicas e profissionais.  O magistério de Pio XII é, portanto, significativamente maior do que as 41 encíclicas listadas acima. A maioria dos ensinamentos detalhados estão em seus discursos papais sobre tópicos específicos, tais como:
- Consciência, culpa e punição justa, [3]
- Ética da pesquisa psicológica, [4]
- Agricultores, [5]
- Indústria da Moda, [6]
- Formação da consciência, [7]
- Pesquisa genética, [8]
- Dignidade humana, [9]
- Médicos e o uso de armas, [10]
- Pesquisa médica militar, [11]